# روبرت ليندمان
روبرت ليندمان (بالإنجليزية: Robert Lindemann؛ بالألمانية: Robert Lindemann) هو عازف كلارينيت ألماني وأمريكي، ولد في 28 يناير 1884، وتوفي في 1975.